# Proasellus hypogeus
Proasellus hypogeus és una espècie de crustaci isòpode pertanyent a la família dels asèl·lids.

## Hàbitat
Viu a l'aigua dolça de coves.

## Distribució geogràfica
Es troba a l'Àfrica del Nord: les coves d'Ifri-bou-Amane i Macchabee (Djurdjura, Algèria).